# Desirée Ficker
Desirée Ficker Berry (* 9. Dezember 1976 in Potomac als Desirée Ficker) ist eine ehemalige US-amerikanische Langstreckenläuferin, Duathletin und Triathletin, zu deren größten Erfolgen u. a. ein zweiter Platz beim Ironman Hawaii (2006) gehört.

## Werdegang
Desirée Ficker war in ihrer Jugend als Läuferin und im Crosslauf aktiv.
Sie begann Anfang 1999 mit Triathlon-Training und schaffte noch im selben Jahr die Qualifikation zur Weltmeisterschaft auf Hawaii, wo sie als 22-Jährige Zweite in ihrer Altersgruppe wurde.

### Profiathletin seit 2001
Seit 2001 war Desirée Ficker als Profiathletin aktiv.
2006 gelang ihr bei den Ironman World Championships (Ironman Hawaii) der zweite Platz hinter der Australierin Michellie Jones. Das Jahr 2012 war von Verletzungen geprägt und 2013 erklärte sie ihre aktive Zeit für beendet.

### Privates
Seit November 2012 ist sie  verheiratet. 2013 bekam sie ihr erstes und 2015 ihr zweites Kind. Desirée Ficker lebt mit ihrer Familie in Austin.

## Sportliche Erfolge
| Datum/Jahr    | Rang | Wettbewerb                    | Austragungsort   | Zeit     | Bemerkung                                            |
| ------------- | ---- | ----------------------------- | ---------------- | -------- | ---------------------------------------------------- |
| 2. Okt. 2011  | 9    | Ironman 70.3 Pocono Mountains |                  | 04:14:29 |                                                      |
| 10. Apr. 2011 | 6    | Ironman 70.3 Texas            | Galveston Island | 04:16:16 |                                                      |
| 3. Apr. 2011  | 10   | Ironman 70.3 California       | Oceanside        | 04:37:03 |                                                      |
| 26. Sep. 2010 | 3    | Ironman 70.3 Augusta          | Augusta          | 04:19:21 |                                                      |
| 15. Aug. 2010 | 2    | Ironman 70.3 Germany          | Wiesbaden        | 04:42:15 | Zweite beim Ironman 70.3 European Championship       |
| 18. Juli 2010 | 3    | Ironman 70.3 Racine           | Racine           | 04:22:51 |                                                      |
| 13. Juni 2010 | 4    | Eagleman Ironman 70.3         | Cambridge        | 04:31:53 |                                                      |
| 1. Mai 2010   | 2    | Wildflower Triathlon          | Lake San Antonio | 04:35:02 | 1,9 km Schwimmen, 90 km Radfahren und 21,1 km Laufen |
| 25. Apr. 2010 | 4    | Ironman 70.3 Texas            | Galveston Island | 04:21:30 | [ 4 ]                                                |
| 27. Sep. 2009 | 3    | Ironman 70.3 Augusta          | Augusta          | 04:20:47 |                                                      |
| 12. Juli 2009 | 2    | Ironman 70.3 Rhode Island     | Narragansett     | 04:27:20 | hinter Michellie Jones                               |
| 14. Juni 2009 | 3    | Eagleman Ironman 70.3         | Cambridge        | 04:24:49 | [ 5 ]                                                |
| 13. Jan. 2008 | 1    | Ironman 70.3 South Africa     | East London      | 04:46:46 | Siegerin vor der Deutschen Heidi Jesberger           |
| 19. Aug. 2007 | 1    | Ironman 70.3 Timberman        | New Hampshire    | 04:25:54 | [ 7 ]                                                |
| 25. Juni 2006 | 2    | Ironman 70.3 Buffalo-Springs  | Lubbock          | 04:28:21 |                                                      |
| 2006          | 3    | Eagleman Ironman 70.3         | Cambridge        |          |                                                      |
| 2004          | 3    | Eagleman Ironman 70.3         | Cambridge        | 04:16:36 |                                                      |
| 3. Mai 2003   | 3    | Wildflower Triathlon          | Lake San Antonio | 04:47:37 |                                                      |

| Datum/Jahr    | Rang | Wettbewerb      | Austragungsort | Zeit     | Bemerkung |
| ------------- | ---- | --------------- | -------------- | -------- | --- |
| 21. Mai 2011  | 7    | Ironman Texas   | The Woodlands  | 09:24:09 | |
| 11. Okt. 2008 | 39   | Ironman Hawaii  | Big Island     | 11:07:48 | |
| 13. Okt. 2007 | 70   | Ironman Hawaii  | Big Island     | 10:40:43 | |
| 8. Juli 2007  | 7    | Ironman Austria | Klagenfurt     | 09:46:55 | |
| 21. Okt. 2006 | 2    | Ironman Hawaii  | Big Island     | 09:24:02 | Zweite bei der Weltmeisterschaft, etwa fünfeinhalb Minuten hinter der Australierin Michellie Jones – mit persönlicher Bestzeit auf der Langdistanz |
| 9. Apr. 2006  | 4    | Ironman Arizona | Tempe          |          | |
| 15. Okt. 2005 | DNF  | Ironman Hawaii  | Big Island     | –        | |
| 9. Apr. 2005  | 2    | Ironman Arizona | Tempe          | 09:48:26 | |
| 14. Okt. 2000 |      | Ironman Hawaii  | Big Island     | 10:45    | Zweite in ihrer Altersgruppe |
| 23. Okt. 1999 |      | Ironman Hawaii  | Big Island     | 11:15    | im Alter von 22 Jahren Zweite und damit Vize-Weltmeisterin in ihrer Altersgruppe                                                                   |

| Datum/Jahr    | Rang | Wettbewerb             | Austragungsort     | Zeit     | Bemerkung                               |
| ------------- | ---- | ---------------------- | ------------------ | -------- | --------------------------------------- |
| 28. März 2004 | 1    | Powerman Alabama       | Vereinigte Staaten | 02:35:18 |                                         |
| 28. Sep. 2003 | 2    | ITU Duathlon World Cup | Cincinnati         | 01:56:32 | Zweite hinter der Kanadierin Lucy Smith |
| 30. März 2003 | 1    | Powerman Alabama       | Vereinigte Staaten | 02:39:09 |                                         |
| 24. März 2002 | 1    | Powerman Alabama       | Vereinigte Staaten | 02:38:53 |                                         |

| Datum/Jahr    | Rang | Wettbewerb                    | Austragungsort     | Zeit     | Bemerkung                           |
| ------------- | ---- | ----------------------------- | ------------------ | -------- | ----------------------------------- |
| 31. Mai 2014  | 1    | Zooma Annapolis Half Marathon | Maryland           | 01:26:52 | Halbmarathon                        |
| 2011          | 1    | AT&T Austin Marathon          |                    | 02:48:54 |                                     |
| 2009          | 10   | New-York-City-Marathon        | New York City      | 02:39:30 | als zweitschnellste US-Amerikanerin |
| 18. Feb. 2007 | 2    | AT&T Austin Marathon          | Austin             | 02:40:28 | Zweite hinter Moges Zebenaye        |
| 28. Jan. 2007 | 3    | 3M Half Marathon              | Vereinigte Staaten | 01:14:07 | Halbmarathon                        |

(DNF – Did Not Finish)